# Bombus defector
Bombus defector är en biart som beskrevs av Aleksandr Skorikov 1910.
De Bombus defector ingår i släktet humlor och familjen långtungebin. Inga underarter finns listade.

## Beskrivning
Arten är övervägande svart, men med gul behåring på huvudet, på två tvärband på främre respektive bakre delen av mellankroppen, på tergit 1 och 2 (pälsen på tergit 2 är dock uppblandad med en del svarta hår), samt med orange päls på bakkanten på tergit 3 och helt på tergit 4 till 6 (7 hos hanen). Hanarna kan dock ha helsvart bakkropp, även om detta inte är särskilt vanligt. Karaktärerna syns bäst på honorna; hanarna identifieras främst genom könsdelarnas utseende.

## Ekologi
Habitatet utgörs av blomsterrika alpina till subalpina gräsmarker på höjder mellan 930 och 3 110 meter. Födoväxterna utgörs främst av tistelarter.

## Utbredning
Bombus defector är en centralasiatisk art som förekommer i Alajbergen (Kirgizistan och Tadzjikistan) samt bergskedjan Tianshan (Kazakstan, Kirgizistan och autonoma regionen Xinjiang i Kina).